# Francisca Montaut
Francisca Montaut de Osuna, primera médica graduada en la Facultad de Medicina de Rosario.

## Biografía
Se graduó como médica en la Facultad de Ciencias Médicas, Farmacia y Ramos Menores, en julio de 1929.
Un año después de su graduación ingresó al Hospital de Niños (actual “Víctor J. Vilela”).
Francisca Montaut tuvo activa participación en los comienzos de la Sociedad de Pediatría de Rosario, fundada el 2 de abril de 1936, y fue integrante del Comité de Publicaciones de la primera Comisión Directiva.

## Mujeres en la profesión médica
Fue una de las primeras mujeres en Argentina que lograron formarse y obtener su grado universitario en Medicina, en las primeras décadas del siglo XX, y la primera médica graduada en la Facultad de Ciencias Médicas, Farmacia y Ramos Menores, en julio de 1929. Hasta 1940, menos de 20 mujeres lograron acceder a esa posición.